# Ceratostylis capitata
Ceratostylis capitata är en orkidéart som beskrevs av Heinrich Zollinger och Alexandre Moritzi. Ceratostylis capitata ingår i släktet Ceratostylis och familjen orkidéer.
Artens utbredningsområde är Java. Inga underarter finns listade i Catalogue of Life.